# Robert Cecil, 1. hrabě ze Salisbury
Robert Cecil, 1. hrabě ze Salisbury (Robert Cecil, 1st Earl of Salisbury, 1st Viscount Cranborne, 1st Baron Cecil of Essendon) (1. června 1563 Londýn – 24. května 1612 Marlborough, Anglie), byl anglický státník ze šlechtického rodu Cecilů. V nejvyšších úřadech následoval svého otce Williama, dlouhodobě byl prvním ministrem královny Alžběty I. a jejího nástupce Jakuba I. Jeho zásluhou došlo po smrti Alžběty I. k hladkému přechodu vlády v Anglii ve prospěch rodu Stuartovců. Jako první hrabě ze Salisbury se stal zakladatelem rodové linie pozdějších markýzů ze Salisbury a předkem řady významných osobností až do 20. století.

## Mládí a počátek kariéry
Narodil se jako druhorozený syn Williama Cecila, 1. barona Burghleye, z jeho druhého manželství s Mildred Cooke (1526–1589). Od dětství jevil značné nadání a ze strany otce byl upřednostňován před starším bratrem Thomasem. Studoval v Cambridge, poté absolvoval krátký studijní pobyt na pařížské Sorbonně a v roce 1584 byl poprvé zvolen do Dolní sněmovny. V letech 1590–1612 byl státním sekretářem a od roku 1591 členem Tajné rady. Krátce vykonával také post lorda kancléře vévodství lancasterského (1597–1599), zastával i řadu dalších nižších funkcí, byl smírčím soudcem v několika hrabstvích.

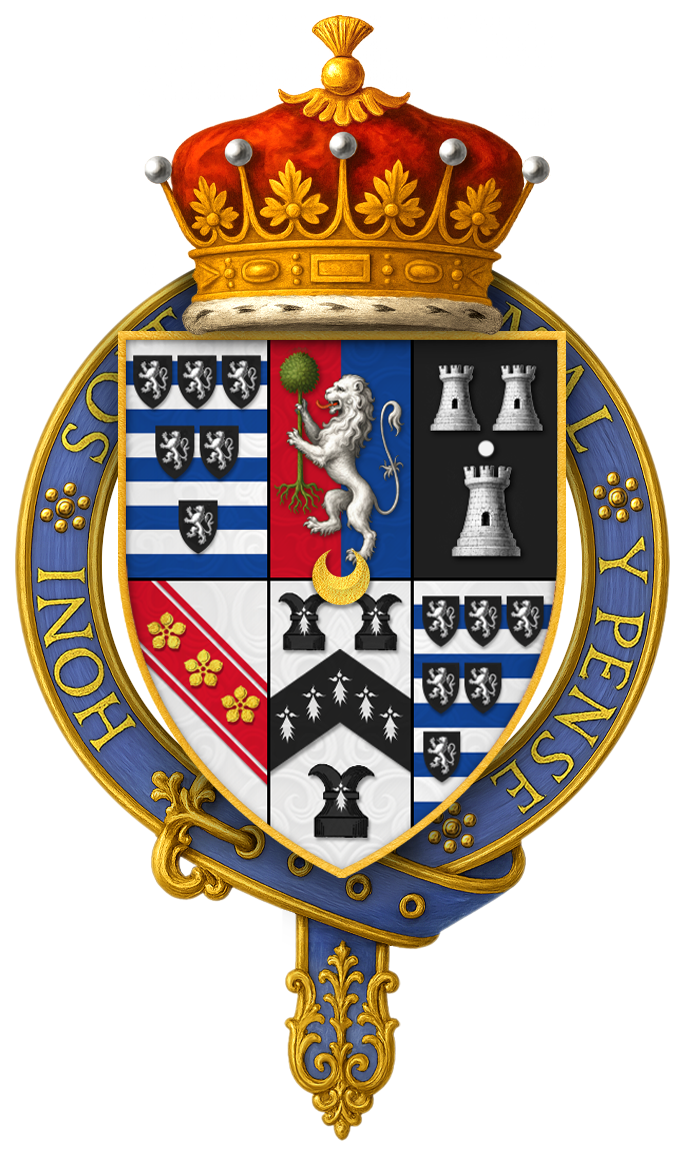
Erb Roberta Cecila, hraběte ze Salisbury, s dekorací Podvazkového řádu

## První ministr
Po otcově smrti převzal úřad lorda strážce tajné pečeti (1598–1608) a stal se de facto prvním ministrem Alžběty I. V této funkci musel čelit vzpouře hraběte z Essexu (1601), která byla do značné míry namířena proti němu, přesto po porážce prosazoval poměrně mírný postup proti jejím účastníkům. Ještě před smrtí Alžběty I. navázal jednání se skotským králem Jakubem VI. o nástupnictví na anglický trůn a v roce 1603 měl zásadní podíl na bezproblémové změně vlády ve prospěch Stuartovců (1603). Za zásluhy byl v roce 1603 povýšen na barona z Essendonu, přechodem do Sněmovny lordů ale ztratil vliv, který dosud uplatňoval v Dolní sněmovně.

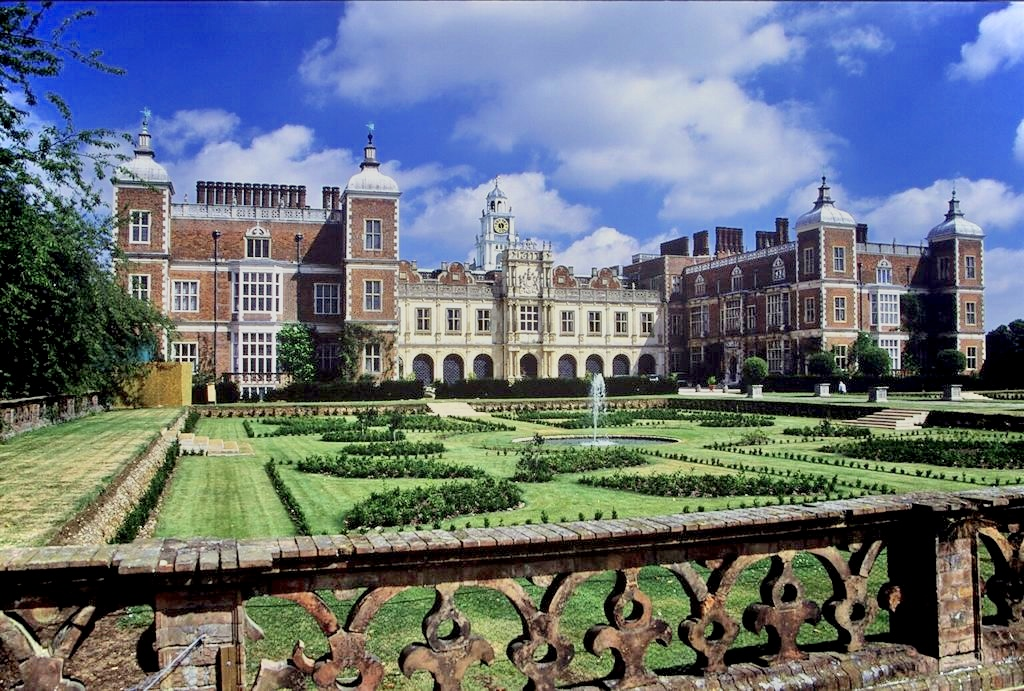
Zámek Hatfield House v hrabství Hertfordshire postavený Robertem Cecilem v letech 1607-1611

Od roku 1603 byl též nejvyšším hofmistrem královny Anny a v roce 1605 získal titul hraběte ze Salisbury, o rok později byl jmenován rytířem Podvazkového řádu. V roce 1608 se vzdal funkce lorda strážce tajné pečeti a do smrti byl pak lordem kancléřem pokladu. V tomto úřadu se úspěšně snažil o snížení státního dluhu. Měl neomezenou důvěru Jakuba I. a patřil k nejvýznamnějším státníkům své doby, podobně jako otec ale nebyl příliš oblíben ve společnosti. Mimoto proslul jako mecenáš umění a v letech 1601–1612 byl kancléřem univerzity v Cambridge.
Robert Cecil od dětství trpěl četnými zdravotními problémy, jeho stav se výrazně zhoršil počátkem roku 1612, mimo jiné díky vysokému pracovnímu nasazení ve státních úřadech. Odjel na léčení do lázní Bath, zemřel krátce nato na zpáteční cestě do Londýna v Marlborough ve 48 letech. Pohřben byl v kostele sv. Ethelredy v sousedství svého hlavního sídla Hatfield House. Z manželství s Elizabeth Brooke (1562–1597) měl syna Williama a dceru Frances (1593–1644) provdanou za 5. hraběte z Cumberlandu.